# Жулі Пуллен
Жулі Пуллен (англ. Julie Pullin; нар. 5 листопада 1975) — колишня британська тенісистка.
Найвищу одиночну позицію світового рейтингу — 125 місце досягла 10 квітня 2000, парну — 67 місце — 2 лютого 1998 року.
Здобула 8 одиночних та 27 парних титулів.
Найвищим досягненням на турнірах Великого шолома було 2 коло в одиночному та парному розрядах.
Завершила кар'єру 2003 року.

## Фінали турнірів WTA

### Парний розряд: 1 (0–1)
| Легенда      |
| Великий шлем |
| Tier I       |
| Tier II      |
| Tier III     |
| Tier IV & V  |

| Результат | W-L | Дата     | Турнір                   | Покриття | Партнерка     | Суперниці                 | Рахунок  |
| --------- | --- | -------- | ------------------------ | -------- | ------------- | ------------------------- | -------- |
| Поразка   | 0–1 | Тра 1997 | Кардіфф, Велика Британія | Ґрунт    | Лорна Вудрофф | Керрі-Енн Г'юз Деббі Грем | 3–6, 4–6 |

## Фінали ITF

### Одиночний розряд: 18 (8–10)
| турніри $100,000 |
| турніри $75,000  |
| турніри $50,000  |
| турніри $25,000  |
| турніри $10,000  |

| Результат | Ранг | Дата             | Місце                               | Покриття   | Суперниця           | Рахунок            |
| --------- | ---- | ---------------- | ----------------------------------- | ---------- | ------------------- | ------------------ |
| Перемога  | 1.   | 23 березня 1992  | Хараре, Зімбабве                    | Тверде     | Джулія М'юр         | 6–1, 6–1           |
| Перемога  | 2.   | 6 квітня 1992    | Габороне, Ботсвана                  | Тверде     | Естелле Ґеверс      | 6–2, 2–6, 6–4      |
| Поразка   | 3.   | 5 липня 1993     | Фрінтон, Велика Британія            | Трава      | Лусі Ал             | 1–6, 6–3, 1–6      |
| Перемога  | 4.   | 9 серпня 1993    | Колледж-Парк (Меріленд), США        | Тверде     | Вікі Пейнтер        | 6–4, 3–6, 6–2      |
| Поразка   | 5.   | 27 вересня 1993  | Брекнелл, Велика Британія           | Тверде     | Світлана Пархоменко | 5–7, 2–6           |
| Поразка   | 6.   | 4 березня 1996   | Хайфа, Ізраїль                      | Тверде     | Гіла Розен          | 4–6, 3–6           |
| Поразка   | 7.   | 4 травня 1996    | Гатфілд, Велика Британія            | Ґрунт      | Джессіка Стек       | 6–7(5–7), 6–7(3–7) |
| Поразка   | 8.   | 8 липня 1996     | Істон (Меріленд), США               | Тверде     | Стефані Мейбрі      | 3–6, 3–6           |
| Поразка   | 9.   | 29 вересня 1996  | Телфорд (Англія), Велика Британія   | Тверде (i) | Лусі Ал             | 3–6, 7–6, 3–6      |
| Перемога  | 10.  | 27 квітня 1997   | Борнмут, Велика Британія            | Ґрунт      | Джоан Ворд          | 6–0, 6–3           |
| Перемога  | 11.  | 14 лютого 1998   | Бірмінгем, Велика Британія          | Тверде (i) | Джоан Ворд          | 6–1, 1–6, 6–3      |
| Перемога  | 12.  | 9 серпня 1998    | Лексінгтон (Кентуккі), США          | Тверде     | Ебігейл Тордофф     | 6–4, 6–4           |
| Поразка   | 13.  | 7 листопада 1999 | Кінгстон-апон-Галл, Велика Британія | Тверде (i) | Івонн Дойл          | 4–6, 5–7           |
| Поразка   | 14.  | 20 лютого 2000   | Редбрідж (боро), Велика Британія    | Тверде (i) | Олена Бовіна        | 6–2, 0–6, 1–6      |
| Поразка   | 15.  | 30 жовтня 2000   | Галл, Велика Британія               | Тверде     | Луїс Латімер        | 2–4, 2–4, 1–4      |
| Поразка   | 16.  | 19 лютого 2001   | Алгарве, Португалія                 | Тверде     | Катерина Кожокіна   | 4–6, 6–4, 3–6      |
| Перемога  | 17.  | 9 жовтня 2001    | Кардіфф, Велика Британія            | Килим (i)  | Ева Дірберг         | 6–1, 6–7(1–7), 6–2 |
| Перемога  | 18.  | 5 травня 2002    | Ґіфу, Японія                        | Тверде     | Асагое Сінобу       | 4–6, 6–4, 6–3      |

### Парний розряд: 46 (27–19)
| Результат | Ранг | Дата              | Місце                                  | Покриття   | Партнерка          | Суперниці                                | Рахунок                 |
| --------- | ---- | ----------------- | -------------------------------------- | ---------- | ------------------ | ---------------------------------------- | ----------------------- |
| Перемога  | 1.   | 10 лютого 1992    | Свіндон, Велика Британія               | Килим      | Лорна Вудрофф      | Джаклін Ґеллер Тіна Самара               | 6–4, 6–4                |
| Поразка   | 2.   | 4 травня 1992     | Лі-он-зе-Солент, Велика Британія       | Ґрунт      | Лорна Вудрофф      | Елісон Сміт Тамсін Вейнрайт              | 1–6, 4–6                |
| Поразка   | 3.   | 25 жовтня 1993    | Джакарта, Індонезія                    | Тверде     | Робін Модслі       | Їда Ей Нана Міяґі                        | 4–6, 5–7                |
| Перемога  | 4.   | 5 лютого 1996     | Сандерленд, Велика Британія            | Тверде     | Лорна Вудрофф      | Мелісса Бідмен Хелен Лаупа               | 6–4, 7–5                |
| Поразка   | 5.   | 18 лютого 1996    | Шеффілд, Велика Британія               | Тверде (i) | Лорна Вудрофф      | Лусі Ал Джоан Ворд                       | 6–7, 3–6                |
| Перемога  | 6.   | 4 березня 1996    | Хайфа, Ізраїль                         | Тверде     | Кейт Ворн-Голланд  | Гіла Розен Ширі Бурштейн                 | 6–2, 6–4                |
| Поразка   | 7.   | 22 квітня 1996    | Единбург, Велика Британія              | Ґрунт      | Лорна Вудрофф      | Гелен Крук Вікторія Девіс                | 2–6, 0–6                |
| Перемога  | 8.   | 29 вересня 1996   | Телфорд (Англія), Велика Британія      | Тверде (i) | Лорна Вудрофф      | Наталія Єгорова Генріетте ван Алдерен    | 6–2, 7–6(7–4)           |
| Перемога  | 9.   | 6 жовтня 1996     | Ноттінгем, Велика Британія             | Тверде (i) | Лорна Вудрофф      | Емілі Бонд Катерина Рубанова             | 6–2, 6–4                |
| Перемога  | 10.  | 28 жовтня 1996    | Единбург, Велика Британія              | Тверде     | Лорна Вудрофф      | Джоелл Шад Зіна Шрайбер                  | 6–3, 6–4                |
| Перемога  | 11.  | 16 лютого 1997    | Бірмінгем, Велика Британія             | Тверде     | Лорна Вудрофф      | Ширлі-Енн Сіддалл Аманда Вейнрайт        | 6–2, 6–4                |
| Перемога  | 12.  | 23 лютого 1997    | Редбрідж, Велика Британія              | Тверде (i) | Лорна Вудрофф      | Керрі-Енн Г'юз Клер Вуд                  | 2–6, 6–4, 6–4           |
| Поразка   | 13.  | 7 квітня 1997     | Хвар, Хорватія                         | Ґрунт      | Аманда Вейнрайт    | Патрісія Маркова Зузана Валекова         | 6–7(3–7), 4–6           |
| Поразка   | 14.  | 27 квітня 1997    | Борнмут, Велика Британія               | Ґрунт      | Лорна Вудрофф      | Аманда Вейнрайт Ширлі-Енн Сіддалл        | 3–6, 5–7                |
| Перемога  | 15.  | 14 липня 1997     | Клірвотер, США                         | Тверде (i) | Аманда Вейнрайт    | Морін Дрейк Ліндсей Лі-Вотерс            | 6–4, 6–4                |
| Поразка   | 16.  | 27 липня 1997     | Пічтрі-Сіті (Джорджія), США            | Тверде     | Аманда Вейнрайт    | Соня Джеясілан Сібата Каору              | 4–6, 1–6                |
| Перемога  | 17.  | 19 жовтня 1997    | Саутгемптон, Велика Британія           | Килим (i)  | Лорна Вудрофф      | Ленка Ценкова Сандра Начук               | 6–2, 6–1                |
| Перемога  | 18.  | 2 листопада 1997  | Единбург, Велика Британія              | Тверде (i) | Лорна Вудрофф      | Аманда Гопманс Седа Норландер            | 6–3, 6–1                |
| Перемога  | 19.  | 26 липня 1998     | Пічтрі-Сіті, США                       | Тверде     | Лорна Вудрофф      | Ванесса Вебб Кері Фебус                  | 3–6, 6–2, 6–4           |
| Поразка   | 20.  | 2 серпня 1998     | Вінніпег, Канада                       | Тверде     | Рената Колбовіч    | Ванесса Вебб Кері Фебус                  | 6–4, 4–6, 6–7           |
| Перемога  | 21.  | 23 серпня 1998    | Бронкс, США                            | Тверде     | Лорна Вудрофф      | Хрістіна Пападакі Сара Пітковскі-Малькор | 6–3, 6–1                |
| Перемога  | 22.  | 5 червня 1999     | Сербітон, Велика Британія              | Трава      | Лорна Вудрофф      | Хіракі Ріка Лінда Вілд                   | w/o                     |
| Поразка   | 23.  | 9 серпня 1999     | Лексінгтон (Кентуккі), США             | Тверде     | Кім Ин Ха          | Александра Фусаї Флоренсія Лабат         | 4–6, 1–6                |
| Перемога  | 24.  | 18 жовтня 1999    | Саутгемптон, Велика Британія           | Килим (i)  | Лорна Вудрофф      | Магда Міхалаке Зузана Валекова           | 6–3, 6–2                |
| Перемога  | 25.  | 7 листопада 1999  | Галл, Велика Британія                  | Тверде (i) | Лорна Вудрофф      | Міхаела Паштікова Ясмін Вер              | 6–4, 6–3                |
| Поразка   | 26.  | 20 лютого 2000    | Редбрідж, Велика Британія              | Тверде (i) | Лорна Вудрофф      | Александра Фусаї Тіна Кріжан             | 6–7(4–7), 6–3, 6–7(1–7) |
| Поразка   | 27.  | 21 лютого 2000    | Буші, Велика Британія                  | Килим (i)  | Лорна Вудрофф      | Аннабел Еллвуд Надія Островська          | 1–6, 1–6                |
| Перемога  | 28.  | 6 березня 2000    | Хайкоу, КНР                            | Тверде     | Грета Арн          | Chae Kyung-yee Такемура Рьоко            | 7–5, 6–4                |
| Перемога  | 29.  | 22 жовтня 2000    | Кардіфф, Велика Британія               | Килим (i)  | Лорна Вудрофф      | Джулія Казоні Лоранс Куртуа              | 0–6, 6–1, 6–3           |
| Перемога  | 30.  | 30 жовтня 2000    | Галл, Велика Британія                  | Тверде (i) | Лорна Вудрофф      | Мія Буріч Зіна Шмідле                    | 4–1, 1–4, 4–1, 5–4(4)   |
| Перемога  | 31.  | 11 лютого 2001    | Редбрідж, Велика Британія              | Тверде (i) | Лорна Вудрофф      | Ірина Селютіна Тіна Кріжан               | 6–1, 6–3                |
| Поразка   | 32.  | 19 лютого 2001    | Алгарве, Португалія                    | Тверде     | Еліс Барнс         | Карін Борню Аліенор Трісеррі             | 3–6, 3–6                |
| Перемога  | 33.  | 25 березня 2001   | Ла-Каньяда-Флінтридж (Каліфорнія), США | Тверде     | Лорна Вудрофф      | Хіракі Ріка Кім Ин Ха                    | 6–2, 6–4                |
| Поразка   | 34.  | 6 травня 2001     | Ґіфу, Японія                           | Тверде     | Лорна Вудрофф      | Вінне Пракуся Кім Ин Ха                  | 6–1, 4–6, 6–7(2–7)      |
| Поразка   | 35.  | 13 травня 2001    | Фукуока, Японія                        | Тверде     | Лорна Вудрофф      | Хіракі Ріка Нана Міяґі                   | 0–6, 6–7(3–7)           |
| Перемога  | 36.  | 20 травня 2001    | Единбург, Велика Британія              | Ґрунт      | Лорна Вудрофф      | Гелен Крук Вікторія Девіс                | 6–2, 6–1                |
| Перемога  | 37.  | 4 червня 2001     | Сербітон, Велика Британія              | Трава      | Лорна Вудрофф      | Кім Грант Лілія Остерло                  | 7–6(7–3), 7–5           |
| Перемога  | 38.  | 15 липня 2001     | Філікстоу, Велика Британія             | Трава      | Труді Мусгрейв     | Наталі Грандін Кім Ґрант                 | 7–5, 6–4                |
| Поразка   | 39.  | 29 липня 2001     | Памплона, Іспанія                      | Ґрунт      | Труді Мусгрейв     | Джулія Казоні Роберта Вінчі              | 6–7(2–7), 4–6           |
| Перемога  | 40.  | 5 серпня 2001     | Альгеро, Італія                        | Тверде     | Труді Мусгрейв     | Марет Ані Жоана Кортез                   | 6–4, 7–5                |
| Поразка   | 41.  | 16 вересня 2001   | Пічтрі-Сіті, США                       | Тверде     | Труді Мусгрейв     | Еллісон Бредшоу Дженніфер Расселл        | 6–7(1–7), 2–6           |
| Поразка   | 42.  | 19 березня 2002   | Ла-Каньяда, США                        | Тверде     | Лорна Вудрофф      | Кім Ґрант Абігейл Спірс                  | 6–4, 5–7, 1–6           |
| Поразка   | 43.  | 12 травня 2002    | Фукуока, Японія                        | Тверде     | Лорна Вудрофф      | Асагое Сінобу Чо Юн Чон                  | 2–6, 4–6                |
| Перемога  | 44.  | 9 червня 2002     | Сербітон, Велика Британія              | Трава      | Лорна Вудрофф      | Нанні де Вільєрс Ірина Селютіна          | 6–2, 6–2                |
| Поразка   | 45.  | 8 жовтня 2002     | Кардіфф, Велика Британія               | Тверде (i) | Маріана Діас-Оліва | Маріон Бартолі Ванесса Вебб              | 4–6, 2–6                |
| Перемога  | 46.  | 17 листопада 2002 | Порт-Пірі, Австралія                   | Тверде     | Труді Мусгрейв     | Аманда Огастус Габріела Ластра           | 7–6(7–1), 6–2           |